# Wacław Wilczek
Wacław baron Wilczek z Dobrej Zemicy i Hulczyna (zm. 1684) – kanclerz ziemski księstwa cieszyńskiego w latach 1665–1677, właściciel Górnego Simoradza i Kisielowa.